# Символика
Символика — совокупность символов, используемых той или иной группой лиц, организацией, общественным или политическим образованием, государством и так далее.

## История
С глубокой древности человеку было свойственно выражать свои чувства, отношения и идеи с помощью цвета одежды или цветка. В истории мифологии, искусства, этнографии и литературы символика, для некоторых, имела и имеет огромное значение. Мысль и язык самым тесным образом связаны с символикой. 
Символика отражает разнообразные стороны социальных отношений, в том числе социальные коммуникации. Практически вся символика носит социальный характер. Возникновение социальной символики обычно обусловлено социальным познанием. 
Существование символики языка делает возможным современный уровень знаний об окружающем мире. Социальная символика отражает знания людей, поэтому используется, в первую очередь, с целью передачи этих знаний и закрепляет истинные или ложные знания об имеющим социальную значимость предмете; способствует поддержанию сложившихся социальных отношений и трансформации их в нормы поведения. Социальная символика может быть наделена формой ритуального действия в ходе церемоний, воспринимаемых как социально значимые. Статусная символика служит для закрепления положения человека, различных общностей, социальных институтов и целых обществ в рамках ранговой шкалы или горизонтальных страт. Символика престижа отличается от символов статуса, включая псевдосимволы таких явлений, как высокое социальное положение, высокий уровень потребления. Например, потребление кем-либо отдельных дорогих товаров и услуг может поднять престиж в глазах отдельных людей, но еще не говорит о повышении его престижа в обществе и уж тем более не повышает социальный статус.
Символика имеет широкое применение в художественном творчестве и искусстве. Ниже представлены некоторые примеры символики и их определения:

## Примеры символики

### Государственная символика
Государственная символика — установленные конституцией или специальным законом отличительные знаки конкретного государства. К государственным символам в разных странах относятся герб, флаг и гимн.
- Список национальных девизов
- Национальный праздник
- Государственная символика Российской империи (см. Российская империя)
- Советская символика

### Обществ, организаций, движений
- Анархистская символика
- Христианская символика
- Белая лента
- Символика стройотрядов
- Пионерская символика
- Символика субкультур
  - Символика хиппи
  - Символика ЛГБТ-движения
- Фашистская символика

### Городов и населённых пунктов
- Символика городов Ростовской области
- Символика Краматорска
- Символика Новокузнецка
- Символика Новосибирского Академгородка
- Символика Одессы
- Символика Тольятти
- Символика Томска

### Военная символика
Военная символика — совокупность символов вооруженных сил.
- Военная символика сухопутных войск Эстонии
- Униформа и военная символика Морской пехоты Аргентины
- Униформа и военная символика Морской пехоты Венесуэлы
- Униформа и военная символика Морской пехоты Колумбии
- Униформа и военная символика Морской пехоты Украины